# Моцарт (мини-сериал, 1982)
«Мо́царт»  (нем. Mozart) — 6-серийный  европейский мини-сериал французского режиссёра Марселя Блюваля, выпущенный в 1982 году, рассказывающий о жизни и творчестве великого австрийского композитора и музыканта XVIII века Вольфганга Амадея Моцарта.

## Сюжет
Биографический мини-сериал рассказывает о жизни и творчестве великого австрийского композитора и музыканта XVIII века Вольфганга Амадея Моцарта (1756 — 1791) с  8-летнего возраста  до смерти, со всеми его достоинствами и недостатками и звуками его небесной музыки.
В 1764 году Вольфганг в возрасте 8 лет путешествует по Европе со своей семьёй — амбициозным отцом Леопольдом, матерью Анной Марией и старшей сестрой Наннерль. На ребёнка-вундеркинда ходят посмотреть, когда Вольфганг выступает с концертами в Лондоне, Вене, Болонье. Став взрослым, Моцарт выходит из-под контроля отца и опирается на своего покровителя  — архиепископа Зальцбурга Коллоредо.
Гений был не в состоянии справиться с житейскими проблемами своей жизни: деньги и успех — особенно успех у женщин — были недолговечны. Вольфганг влюбился в красивую певицу-сопрано Алоизию Вебер, которая отвергла его,  потом в её младшую сестру Констанцу. В результате шантажа мадам Вебер Вольфганг женился на Констанце. Брак был отмечен несколькими беременностями, выкидышами и ревностью.
Моцарта ждут расточительство, работа с либреттистами Лоренцо да Понте и Шиканедером, дружба с Йозефом Гайдном, работа с оперными певцами своего театра, появление таинственного чёрного человека, который заказал «Реквием».
В 1786—1790 годах музыка Моцарта выходит из моды. Хроническая нехватка денег привела Моцарта к унизительному попрошайничеству, неудачи доводят его до паранойи.  Гениальный композитор внезапно умирает, когда ему было всего 35 лет, 10 месяцев и 9 дней. Треть своей жизни Моцарт провёл в гастрольных поездках.
Мини-сериал состоит из 6 серий по 85 минут каждая. Названия серий:
Серия 1. «Леопольд»
Серия 2. «Перелом»
Серия 3. «Потрясения и страсти»
Серия 4. «Цена свободы»
Серия 5. «Безумный день»
Серия 6. «Реквием»

## В ролях
| Актёр                 | Роль                              |
| --------------------- | --------------------------------- |
| Кристоф Банцер        | Вольфганг Амадей Моцарт           |
| Кароль Зубер          | Вольфганг Амадей Моцарт в 8 лет   |
| Жан-Франсуа Дишан     | Вольфганг Амадей Моцарт в 12 лет  |
| Мишель Буке           | Леопольд Моцарт                   |
| Луиза Мартини         | мадам Моцарт                      |
| Анна-Мария Кюстер     | Наннерль Моцарт                   |
| Мартина Шевалье       | Констанца Моцарт                  |
| Зиглинда Турбан       | Алоизия Вебер                     |
| Моника Салсак         | Софи Вебер                        |
| Мадлен Робинсон       | мадам Вебер                       |
| Мишель Омон           | Коллоредо, архиепископ Зальцбурга |
| Мишель Бон            | Жозеф Легро                       |
| Жан-Клод Бриали       | граф d'Affiglio                   |
| Петер Пасетти         | Йозеф Гайдн                       |
| Жан-Пьер Сентье       | Михаэль Гайдн                     |
| Даниэль Чеккальди     | Иосиф II                          |
| Карло Ривольта        | Сальери                           |
| Констанце Энгельбрехт | Тереза фон Траттнер               |
| Александр Керст       | Зюсмайер                          |
| Герд Бёкман           | Иоганн Христиан Бах               |
| Стефано Сатта Флорес  | Лоренцо да Понте                  |
| Пьер Сантини          | Шиканедер                         |
| Робер Мюрзо           | месье Вебер                       |
| Пьер Ардити           |                                   |
| Ариэль Домбаль        | Нанси                             |
| Жак Франсуа           | барон Гримм                       |
| Вернон Добчефф        | князь Голицын                     |
| Анри Гарсен           | князь Лихновский                  |
| Андре Фалькон         |                                   |
| Даниэль Лебрен        |                                   |
| Виктор Карривье       |                                   |

## Съёмочная группа
- Режиссёр: Марсель Блюваль
- Сценаристы: Фелисьен Марсо, Беатрис Рубинштейн, Жан Мистле, Марсель Блюваль
- Операторы: Рене Матлен, Иштван Хильдебранд
- Художник по костюмам: Сильви Пулет
- Монтажёр: Женевьева Ваури
- В мини-сериале использована музыка композитора Вольфганга Амадея Моцарта

## Примечание
- Совместное производство телевидения стран Франции, Бельгии, Канады, Италии, Швейцарии.
- Совместное производство телекомпаний TF1 (Франция), Telesip (Франция), Galaxy Films, Radiotelevisione Italiana (RAI) (Италия), Radio Canada Productions (Канада), Radio Télévision Belge Francophone (RTBF) (Бельгия).
- Съёмки проходили в Милане (Ломбардия, Италия).
- Мини-сериал состоит из 6 серий по 85 минут каждая, общая продолжительность 510 минут.
- Премьера во Франции состоялась 24 октября 1982 года.
- В СССР демонстрировался по телевидению по центральным телеканалам, в России демонстрировался по телеканалу «Культура», профессионально переведён и озвучен на русский язык.
- В некоторых странах выпущен на DVD, один из последних выпусков состоялся в 2011 году студией «Studio Hamburg Enterprises» (Германия).
- В России пока не выпущен на DVD.